# Joseph Kotälla
Joseph Johann Kotälla, kallad Amersfoorts bödel, född 14 juli 1908 i Bismarckhütte, död 31 juli 1979 i Breda, var en tysk SS-Oberscharführer och dömd krigsförbrytare. 
Under andra världskriget var Kotälla förvaltningschef i koncentrationslägret Amersfoort och därtill ställföreträdare åt Schutzhaftlagerführer Karl Peter Berg. Kotälla deltog i avrättningar i lägret och var även ansvarig för deportationer av nederländska judar från Amersfoort till nazistiska förintelseläger.
Kotälla dömdes till döden i december 1948, men straffet omvandlades 1951 till livstids fängelse. Han avled i Koepelgevangenis i Breda 1979.